# Stadion Miejski w Sanskim Moście
Stadion Miejski w Sanskim Moście (boś. Gradski stadion) – stadion sportowy w Sanskim Moście, w Bośni i Hercegowinie. Może pomieścić 1500 widzów. Swoje spotkania rozgrywa na nim drużyna NK Podgrmeč Sanski Most.